# تفكير تبايني

التفكير التبايني هو عملية تفكيربة تستخدم لتوليد الأفكار الإبداعية من خلال استكشاف العديد من الحلول الممكنة. وغالبا ما تستخدم بالترابط مع التفكير التقاربي، والذي يتبع مجموعة معينة من الخطوات المنطقية للوصول إلى حل واحد والتي، في بعض الأحيان، هو الحل الصحيح. يحدث التفكير التبايني عادة بطريقة عفوية عند التدفق الحر للافكار، التي تسمح بتوليد العديد من الأفكار بطريقة غير منتظمة. يتم استكشاف العديد من الحلول الممكنة في فترة قصيرة من الزمن، ويتم ربط العلاقات الغير متوقعة. بعد اكتمال عملية التفكير التبايني، يتم تنظيم المعلومات والأفكار باستخدام أساليب التفكير التقاربي.
لقد وجد علماء النفس أن معدل ذكاء مرتفع وحده لا يضمن الإبداع. بدلا من ذلك، فإن السمات الشخصية التي تعزز التفكير المتباين لها دور مهم في الإبداع. والأشخاص الذين يتفوقون بالتفكير المتباين لهم صفات شخصية مثل عدم اتباع المتعارف عليه، الفضول، والاستعداد لتحمل المخاطر، والمثابرة. بالإضافة إلى ذلك، وجد الباحثون في جامعة فاندربيلت أن الموسيقيين هم أكثر مهارة في استخدام نصفي الدماغ، وهم أكثر ميلا لاستخدام التفكير التباعدي في عمليات التفكير الخاصة بهم.
تشمل الأنشطة التي تعزز التفكير التباعدي إنشاء قوائم من الأسئلة، تخصيص وقت للتفكير والتأمل، وتبادل الأفكار، رسم خرائط للمواضيع، كتابة المذكرات، خلق عمل فني، والكتابة الحرة. في الكتابة الحرة، يركز الشخص على موضوع واحد معين ويقوم بالكتابة من دون توقف لفترة قصيرة من الزمن، في سلسلة متواصلة من الكتابة الواعية.

## وصلات خارجية
- "تغيير المفاهيم (في ال)" السير كين روبنسون - الرسوم المتحركة الفيديو من قبل الجمعية الملكية للفنون